# Bellevaux-Ligneuville
Pour les articles homonymes, voir Bellevaux et Ligneuville (homonymie).
Bellevaux-Ligneuville (en wallon Belvå-Lignouveye) est une section de la ville belge de Malmedy située en Région wallonne dans la province de Liège.
C'était une commune à part entière avant la fusion des communes de 1977.
Bellevaux et Ligneuville sont les deux principaux villages de l'ancienne commune. Ils sont distants d'environ 5 km.

## Géographie

### Localités
Les villages et hameaux qui formaient cette ancienne commune sont :
| - Bellevaux. - Chevofosse. - Cligneval. - Lamonriville. - Lasnenville. - Ligneuville. - Mé. | - Otaimont. - Planche. - Pont. - Reculémont. - Ronxhy. - Warche. - Xhurdebise. |

## Évolution démographique
- Sources : INS, Rem. : 1930 jusqu'en 1970 = recensements, 1976 = nombre d'habitants au 31 décembre.

## Patrimoine
- L’église Saint Aubin à Bellevaux du XVe siècle avec sa triple nef du XVIe siècle et un autel Louis XIV.
- La Maison Maraite en colombages et torchis datant de 1592.
- Le Rocher de Warche (selon la légende le rendez-vous des sorcières).
- Une pépinière de 3500 m² (F. Gabriel)
- Le « Jardin des Roses du temps passé » de Daniel Schmitz avec 1800 espèces (Fête à la Roseraie).
- Ancien moulin à eau de 1387.
- La tombe de Monsieur Hawarden dont l'étrange histoire inspira le film homonyme de Harry Kümel.

## Saveurs
Ligneuville est connu pour sa pisciculture et sa gastronomie. Elle se nomme volontiers "Capitale de la truite".
La brasserie de Bellevaux produit plusieurs bières artisanales.

## Personnalités liées à la commune
- Jules Bastin (1933-1996), chanteur lyrique (basse).
- Sophie Karthäuser (1974-), chanteuse lyrique (soprano).